# ABU Radio Song Festival 2015
Het ABU Radio Song Festival 2015 was de derde editie van het muziekfestival en de finale vond plaats op 29 mei 2015 in Rangoon, Myanmar.
Eigenlijk zou Palestina ook debuteren op het festival. Het land had Dalal Abu Amned reeds uitgekozen om deel te nemen. Uiteindelijk verscheen Palestina toch niet op het festival als protestactie.

## Overzicht

### Finale
| Volgorde | Land       | Taal                  | Artiest                                 | Lied                  |
| -------- | ---------- | --------------------- | --------------------------------------- | --------------------- |
| 1        | Myanmar    | Birmaans              | Jewel & Eastern                         | Mingalar bar          |
| 2        | Brunei     | Maleis                | Dila                                    | Aku milik orang       |
| 3        | India      | Hindi                 | Peepal Tree                             | Nayi khushi           |
| 4        | Indonesië  | Indonesisch en Engels | Billy Talahatu                          | Harmonize of the soul |
| 5        | Zuid-Korea | Koreaans              | Jaewon Jung                             | View                  |
| 6        | Malediven  | Divehi                | Moosa Mausoof                           | Farima                |
| 7        | Singapore  | Maleis                | Sufie Rashid                            | Tiada pengganti       |
| 8        | Myanmar    | Birmaans              | Min Theik Di, Ko Linn & May Ingyin Thaw | Peaceful Earth        |
| 9        | Thailand   | Thai                  | Jack's Fruit Band                       | Ban khong rao         |
| 10       | Vietnam    | Vietnamees            | Dinh Thi Thanh Le                       | Nguyen tai tue        |

### Halve finale
| Land       | Taal                  | Artiest                                 | Lied                  |
| ---------- | --------------------- | --------------------------------------- | --------------------- |
| Brunei     | Maleis                | Dila                                    | Aku milik orang       |
| India      | Engels                | Padavi Deshmukh                         | Voice of women        |
| India      | Hindi                 | Peepal Tree                             | Nayi khushi           |
| Indonesië  | Indonesisch en Engels | Billy Talahatu                          | Harmonize of the soul |
| Indonesië  | Indonesisch           | Sisca Christin Dama                     | Selangkah lebih dekat |
| Malediven  | Divehi                | Moosa Mausoof                           | Farima                |
| Malediven  | Divehi                | Zing Band                               | Khiyaar               |
| Myanmar    | Birmaans              | Jewel & Eastern                         | Mingalar bar          |
| Myanmar    | Birmaans              | Min Theik Di, Ko Linn & May Ingyin Thaw | Peaceful Earth        |
| Singapore  | Maleis                | Sufie Rashid                            | Tiada pengganti       |
| Thailand   | Thai                  | Jack's Fruit Band                       | Ban khong rao         |
| Vietnam    | Vietnamees            | Dinh Thi Thanh Le                       | Nguyen tai tue        |
| Zuid-Korea | Koreaans              | Jaewon Jung                             | View                  |

## Wijzigingen

Deelnemende landen
Landen die in het verleden deelnamen

### Debuterende landen
- Malediven
- Myanmar

### Terugkerende landen
- Indonesië
- Vietnam

### Terugtrekkende landen
- Australië
- Iran
- Maleisië: Maleisië stond eerst op de deelnemerslijst en had Rasyidah Abd Rahim reeds geselecteerd om namens het land deel te nemen. Om onbekende redenen verscheen Maleisië toch niet op het festival.
- Pakistan: Het land zou normaal gezien wel deelnemen aan het festival, maar deelnemer Shakeel Mahota kreeg geen tijd vrij op het werk, waardoor Pakistan geen deelnemer kon afvaardigen naar het festival.
- Sri Lanka: Ook Sri Lanka had al een artiest geselecteerd, namelijk Shadir Ahmed & Wishmi Tharusha Hettiarachchi voor het zich om onbekende redenen terugtrok.

2012 · 2014 · 2015 · 2016 · 2018

Zie ook: ABU TV Song Festival